# Oakland (hrabstwo Douglas)
Oakland – miasto w Stanach Zjednoczonych, w stanie Wisconsin, w hrabstwie Douglas.